# 긴발톱첨서
긴발톱첨서(학명:Sorex unguiculatus)는 땃쥐류의 일종이다. 긴발톱첨서는 다 자라면 몸무게가 20g에 달하며, 몸길이는 54~97mm 꼬리는 40~53mm 정도이다. 조선민주주의인민공화국 동북부 지역을 포함하여 동북아시아 북부 전역에 분포한다.

## 같이 보기
- 한국의 포유동물